# Tanya Zabarylo
Tanya Zabarylo (Gent, 19 november 1985) is een Vlaamse actrice.

## Levensloop
Zabarylo studeerde vanaf het derde middelbaar aan het Lemmensinstituut. In 2007 studeerde ze af aan de Toneelacademie Maastricht.
Ze speelde in tal van theaterproducties bij onder meer De Tijd en Compagnie De Koe. Vanaf 2020 maakt ze deel uit van het theatergezelschap woodmanspeelt. 
Tanya Zabarylo speelde verscheidene rollen op televisie, waaronder de rol van Laura Sarapo in Amateurs en die van advocate Laura Moens in De Ridder. Ze was ook te zien als juf Esmee in de Eén-serie Zie mij graag. In 2024 is ze te zien als Mirjam Levi in het Nederlandse televisiedrama De Joodse Raad.
In 2020 speelde ze de hoofdrol in Kom hier dat ik u kus, de langspeelfilm van Sabine Lubbe Bakker en Niels van Koevorden naar het gelijknamige boek van Griet Op de Beeck.
Ze heeft een relatie met acteur Bill Barberis.

## Theater
- Lampje (theater FroeFroe, Johnny Mus)
- Woody (woodmanspeelt)
- De Paradox van Bertrand Russell (woodmanspeelt)
- Work harder (Wunderbaum)
- 2020-Lubricant for life (woodmanspeelt)
- Who's afraid of Virginia Woolf (Compagnie De Koe)
- De Meester en Margarita  (Laika, Theater Froe Froe)
- HelloGoodbye (Compagnie De Koe)
- Pentamerone (Laika, Theater Froe Froe)
- Cyrano (Laika)
- Dracula (De Tijd)
- Aan Chesil Beach (Tanya en Vergauwen)
- 'n Rus (Tijd)
- Are you ready ready for love? (Malpertuis)
- ZMRMN (Theater Froe Froe)
- Kleine Sofie (Laika, Theater Froe Froe en HETPALEIS)
- De Rafaëls (Theatermakersgroep De Queeste)
- De Koopman van Venetië (De Theatercompagnie)
- As tears go by (Festival Boulevard)
- Drie Zusters (Joop van den Ende Theaterproducties)